# 吉井駅 (群馬県)
吉井駅（よしいえき）は、群馬県高崎市吉井町吉井にある上信電鉄上信線の駅。

## 歴史
駅舎は戦前に建てられ、諸改修を受けつつ現在も用いられている。かつて駅舎は現在地の西側にある保線区事務所周辺にあったが、昭和30年代頃の道路拡張工事に際し、曳家工法によって、現在の位置に移築された。

### 年表
- 1897年（明治30年）5月10日：開業[1]。
- 時期不明（昭和30年代頃）：道路拡張工事のため、駅舎の位置を現在地に移築。移築作業には曳家工法が使われた。

## 駅構造

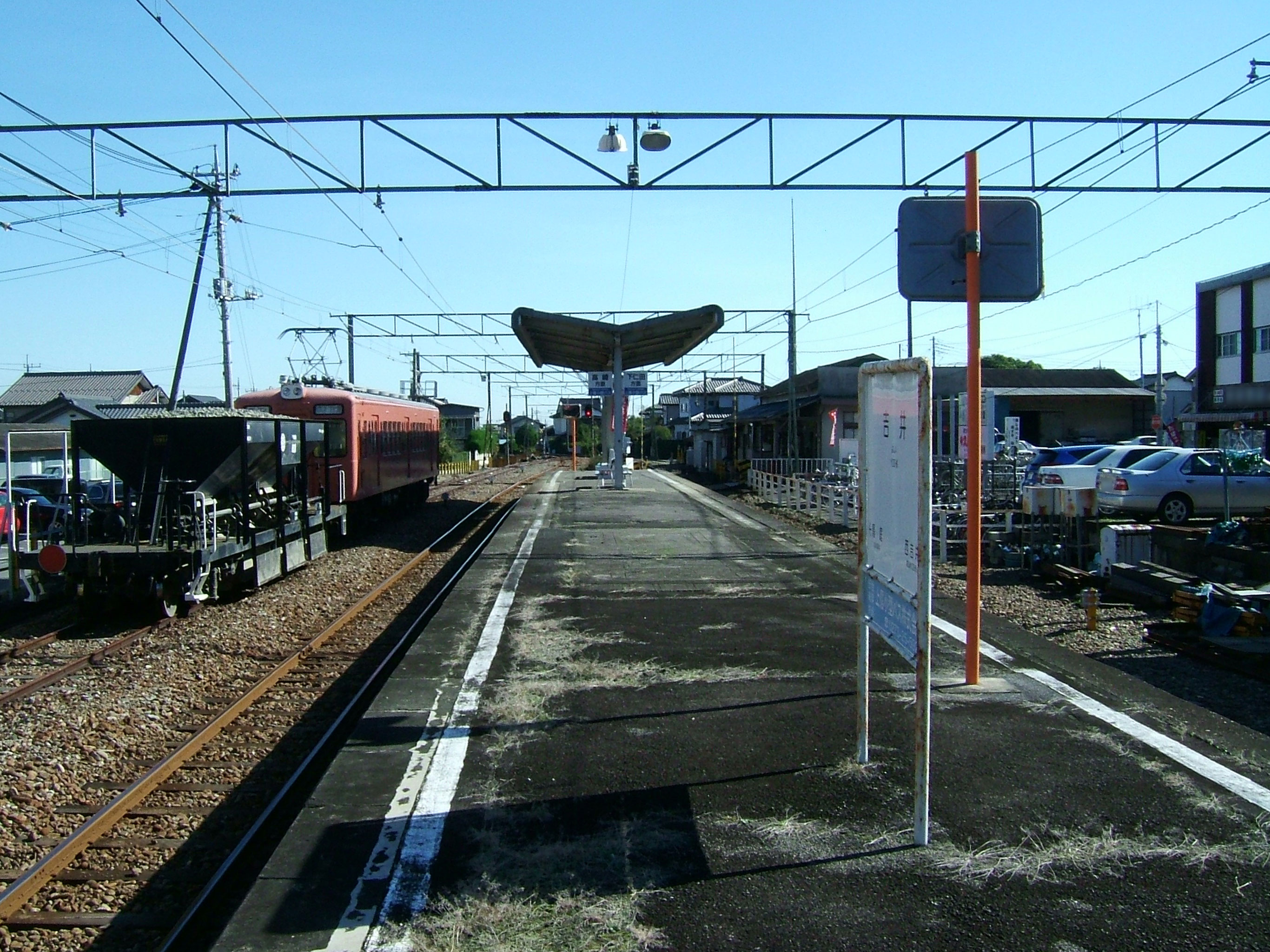
ホーム（2008年10月）

島式ホーム1面2線の地上駅。北側に1本側線があるが、かつては南側にもう1線あり、単式ホームを併設していた。なお、現在は保線区の資材置き場となっている。改札からホームへは、構内踏切を渡る構造となっている。当駅には券売機が1台だけ設置されている。

### のりば
| 番号   | 路線    | 方向 | 行先       |
| ------ | ------- | ---- | ---------- |
| 駅舎側 | ■上信線 | 下り | 下仁田方面 |
| 反対側 | ■上信線 | 上り | 高崎方面   |

- 案内上ののりば番号は設定されていない。
- トイレは水洗式で、駅舎外に設置されている。

## 利用状況
1日の平均乗車人員は以下の通りである。出典は高崎市統計季報より
| 年度   | 1日平均人数 |
| ------ | ----------- |
| 2006年 | 314         |
| 2007年 | 332         |
| 2008年 | 329         |
| 2009年 | 321         |
| 2010年 | 336         |
| 2011年 | 329         |
| 2012年 | 330         |
| 2013年 | 341         |
| 2014年 | 354         |
| 2015年 | 341         |
| 2016年 | 327         |
| 2017年 | 317         |
| 2018年 | 330         |
| 2019年 | 337         |
| 2020年 | 246         |
| 2021年 | 278         |
| 2022年 | 293         |

## 駅周辺
- 高崎市立吉井小学校（徒歩約2分）
- 吉井中央診療所（徒歩約5分）
- 高崎市吉井保健センター（徒歩約5分）
- 高崎市吉井文化会館（徒歩約5分）
- 高崎市役所 吉井支所（旧・吉井町役場、徒歩約10分）
- 吉井郵便局
- 吉井通町郵便局
- 吉井温泉（タクシーで約5分）
- 多胡碑（徒歩約25分、タクシーで約8分）
- 牛伏山
- 国道254号
- 群馬県道・埼玉県道71号高崎神流秩父線

## バス路線
| 停留所 | 系統                                 | 行先     | 運行会社   | 備考     |
| ------ | ------------------------------------ | -------- | ---------- | -------- |
| 吉井駅 | 東谷・西吉井線                       | 牛伏車庫 | よしいバス | 休日運休 |
| 吉井駅 | 南陽台・馬庭線                       | 牛伏車庫 | よしいバス | 休日運休 |
| 吉井駅 | 吉井・藤岡線                         | 牛伏車庫 | よしいバス | 休日運休 |
| 吉井駅 | 牛伏車庫 ／ 藤岡総合病院外来センター |          | よしいバス | 休日運休 |

## メディアへの登場
- スペシャルドラマ『真夏のクリスマス 限りある命の恋人に、さんまが贈る最後のクリスマスプレゼント』（2000年、TBS　主演：明石家さんま）の撮影で使用された。
- 映画『珈琲時光』の撮影で使用された。

## 隣の駅
上信電鉄
■上信線
馬庭駅 - 吉井駅 - 西吉井駅